# NGC 6108
NGC 6108 (другие обозначения — MCG 6-36-15, ZWG 196.25, KUG 1615+352A, PGC 57734) — галактика в созвездии Северная Корона.
Этот объект входит в число перечисленных в оригинальной редакции «Нового общего каталога».